# ملف كهرطيسي

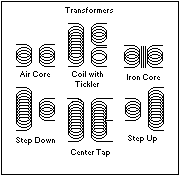
عدة أشكال لمحولات كل منها مكون من وشيعتين.

الملف الكهرطيسي أو الوشيعة في الكهرباء والإلكترونيات (بالإنجليزية: Electromagnetic coil) تتكون من سلك معدني ملولب ومطلي بالبرنيق من أجل عدم ملامسة الأسلاك لبعضها وحدوث شرارة كهربائية وهي من اٍختراع ويليام ستانلي جونيور تستعمل في الكهرباء لتوليد مغنطة كهربائية بجعل التيار يجري مسافة كبيرة في مساحة صغيرة فيخلق مجالا مغناطيسيا قويًا. وكلما كثر عدد اللفات زادت قوة المجال المغناطيسي .
للوشيعة استخدامات كثيرة جدا في الكهرباء ، فمنها ما يعمل كمفتاح لفتح أو قفل دائرة كهربائية ، ومنها ما يعمل في جرس الباب.
أما الكبير منها فيستخدم في المولدات الكهربائية والمحولات.
تتسبب الوشيعة في انسياب تدفق مغناطيسي يزداد بزيادة التيار المار ويمكن حسابه عن طريق القانون التالي :
- التدفق المغناطيسي = شدة المجال المغناطيسي * شدة التيار

ووحدة قياس التدفق هي ويبر وشدة المجال المغناطيسي هي تسلا وتحكم بالقانون التالي :
{\displaystyle \mathrm {H} ={\frac {R^{2}N^{2}}{9R+10L}}}
حيث N عدد اللفات وR نصف قطر الملف وL هو طوله.

## استخدماتها
- تستخدم في المحولات الكهربية، خاصة لتوفير اتصال مغناطيسي قوي بين طرفي المحول الابتدائي والثانوي.
- تستخدم الكبير منها لتوليد الكهرباء في محطات القوى.
- طورت الوشيعة أو اللولب للاستخدام كعداد للجسيمات الأولية في مصادم الهادرونات الكبير ، وفيه العداد الضخم لولب مركب للميون CMS ،وهو أضخم ما بني حتى الآن من وشائع .
- تستخدم لإنشاء مستحثات.

## أنواع الملفات

### المحثات
المحثات هي ملفات كهرومغناطيسية تقوم بتوليد مجال مغناطيسي، يتفاعل هذا الأخير مع الملف ذاته لإنتاج قوة محركة كهربائية معاكسة تقوم بمقاومة التغير في التيار المار عبر الملف. تستخدم المحثات كعناصر في الدوائر الكهربائية من أجل: تخزين الطاقة مؤقتا على شكل مجال مغناطيسي، أو مقاومة التغير في التيار.

### المحولات
المحول هو عبارة عن جهاز يتكون من ملفين أو أكثر. عند مرور تيار متناوب في الملف الأول (الملف الابتدائي) يتولد مجال مغناطيسي حوله، فتقطع خطوطه الملف الثاني (الملف الثانوي) فينشأ على أطرافه جهد كهربائي.

## اقرأ أيضا
- مستحث
- مقاومة
- دائرة مقاومة وملف ومكثف